# Tart: Vull provar-ho
Tart: Vull provar-ho (títol original:  Tart) és una pel·lícula de 2001 protagonitzada per Dominique Swain, Bijou Phillips i Brad Renfro. Phillips i Renfro també van protagonitzar Bully. Ha estat doblada al català

## Argument
Cat Storm (Swain) és una adolescent que assisteix a una preparatòria privada a Manhattan, i que ha de lluitar amb problemes de sexe i drogues, a més de la pèrdua de la seva millor amiga Delilah (Philips). La popular Grace Bailey (Mischa Barton) es converteix en la seva millor amiga després de l'expulsió de Delilah del col·legi per consumir drogues. Grace introdueix a Cat en el seu cercle d'amics on William Sellers (Brad Renfro), un delinqüent i drogoaddicte, comença una relació amb ella. Cat ha d'escollir entre la seva millor amiga i el seu nou grup de "amics" populars, a l'una que ha de portar els problemes familiars, pares divorciats, una mare estricta i un pare absent.

## Repartiment
- Dominique Swain: Cat Storm.
- Brad Renfro: William Sellers.
- Bijou Phillips: Delilah Milford.
- Nora Zehetner: Peg.
- Mischa Barton: Grace Bailey.
- Alberta Watson: Lily Storm.
- Michael Murphy: Mike Storm.
- Myles Jeffrey: Pete Storm.
- Scott Thompson: Kenny.
- Melanie Griffith: Diane Milford.
- Jacob Pitts: Toby Logan.
- Lacey Chabert: Eloise Logan.